# Philippe-Laurent de Joubert
El Retrato de Philippe-Laurent de Joubert es un cuadro pintado por Jacques-Louis David, cuya fecha desconocida está evaluada según Antoine Schnapper entre 1790 y 1792 (el retratado murió el 30 de marzo de 1792). El cuadro inacabado, pertenece al periodo revolucionario del pintor, y es similar por su estado y su estilo, a sus otros dos retratos inacabados de Madame Trudaine y de Madame Pastoret. El cuadro forma parte de las colecciones del museo Fabre de Montpellier.